# La donna giusta (film)
La donna giusta  (Miss Right) è un film statunitense del 1982 diretto da Paul Williams.

## Trama
Un giornalista, scapolo impenitente, decide di abbandonare la sua vita frivola e di sposarsi. Lo dice a tutte le donne che gli sono vicine, ma nessuna lo prende sul serio. Cerca allora una nuova donna, ma, ad una festa, si invaghisce di una sua amica e capisce che la sua ricerca continuerà all'infinito.